# تریسا ادواردز
تریسا ادواردز (به انگلیسی: Teresa Edwards) ورزشکار زن رشتهٔ بسکتبال اهل کشور ایالات متحده آمریکا است. وی در بین سال‌های ‎۱۹۸۴ تا ۲۰۰۰ میلادی در مسابقات بازی‌های المپیک تابستانی در مجموع ۵ مدال، شامل ۴ مدال طلا و ۱ برنز را کسب کرد.